# 69 Aquilae
69 Aquilae, som är stjärnans Flamsteed-beteckning, är en ensam stjärna belägen i den mellersta delen av stjärnbilden Örnen. Den har en skenbar magnitud på ca 4,91 och är svagt synlig för blotta ögat där ljusföroreningar ej förekommer. Baserat på parallax enligt Gaia Data Release 2 på ca 16,2 mas, beräknas den befinna sig på ett avstånd på ca 201 ljusår (ca 62 parsek) från solen. Den rör sig närmare solen med en heliocentrisk radialhastighet av ca –23 km/s.

## Egenskaper
69 Aquilae är en orange till gul jättestjärna av spektralklass K1/2 III, som ingår i röda klumpen och för närvarande befinner sig på den horisontella jättegrenen och genererar energi genom termonukleär fusion av helium i dess kärna. Den har en massa som är ca 1,5 solmassor, en radie som  är ca 11 solradier och utsänder ca 46 gånger mera energi än solen från dess fotosfär vid en effektiv temperatur av ca 4 500 K.